# Myxobolus acanthopagri
Myxobolus acanthopagri is een microscopische parasiet uit de familie Myxobolidae. Myxobolus acanthopagri werd in 1994 beschreven door Lom & Dyková. 